# Europamästerskapen i badminton 2006
Europamästerskapen i badminton 2006 anordnades den 12-16 april i 's-Hertogenbosch, Nederländerna.

## Medaljsummering
| Pl. | Nation    | Guld | Silver | Brons | Totalt |
| --- | --------- | ---- | ------ | ----- | ------ |
| 1   | Danmark   | 3    | 3      | 2     | 8      |
| 2   | England   | 1    | 1      | 1     | 3      |
| 3   | Tyskland  | 1    | 0      | 2     | 3      |
| 4   | Polen     | 0    | 1      | 1     | 2      |
| 5   | Frankrike | 0    | 0      | 2     | 2      |
| 6   | Sverige   | 0    | 0      | 1     | 1      |
| 6   | Ryssland  | 0    | 0      | 1     | 1      |

## Resultat
| Event       | Guld                                 | Silver                         | Brons                                      |
| Herrsingel  | Peter Gade                           | Kenneth Jonassen               | Joachim Persson                            |
| Herrsingel  | Peter Gade                           | Kenneth Jonassen               | Niels Christian Kaldau                     |
| Damsingel   | Xu Huaiwen                           | Mia Audina Tjiptawan           | Juliane Schenk                             |
| Damsingel   | Xu Huaiwen                           | Mia Audina Tjiptawan           | Yao Jie                                    |
| Herrdubbel  | Jens Eriksen Martin Lundgaard Hansen | Carsten Mogensen Mathias Boe   | Robert Blair Anthony Clark                 |
| Herrdubbel  | Jens Eriksen Martin Lundgaard Hansen | Carsten Mogensen Mathias Boe   | Michal Logosz Robert Mateusiak             |
| Damdubbel   | Donna Kellogg Gail Emms              | Juliane Schenk Nicole Grether  | Elin Bergblom Johanna Persson              |
| Damdubbel   | Donna Kellogg Gail Emms              | Juliane Schenk Nicole Grether  | Lena Frier Kristiansen Kamilla Rytter Juhl |
| Mixeddubbel | Thomas Laybourn Kamilla Rytter Juhl  | Jens Eriksen Mette Schjoldager | Robert Mateusiak Nadiezda Kostiuczyk       |
| Mixeddubbel | Thomas Laybourn Kamilla Rytter Juhl  | Jens Eriksen Mette Schjoldager | Anthony Clark Donna Kellogg                |
| Lag         | Danmark                              | Nederländerna                  | England                                    |